# Rufino (mestre dos soldados)
Rufino (em latim: Rufinus) foi um oficial bizantino que serviu sob o imperador Justiniano (r. 527–565). De origem laze, era filho de Zaunas e neto de Farasmanes. Junto com seu irmão Leôncio, e possivelmente como Mestre dos soldados vacante, esteve entre os arcontes enviados à África em 539 para servir Salomão. Em 540, lutou na batalha de Tumar, no monte Aurásio, onde os mouros liderados por Jaudas foram derrotados. Pode ser o duque da Tripolitânia que enviou mensagem para João Troglita em Cartago, talvez na primavera / verão de 547, informando que os mouros da Tripolitânia estavam se erguendo em revolta, agora sob Carcasão.